# 2. Handball-Bundesliga (Frauen) 2022/23
Die Saison 2022/23 der 2. Handball-Bundesliga der Frauen war die 38. Spielzeit in ihrer Geschichte. 16 Mannschaften nahmen am Spielbetrieb teil.

## Vorsaison
In der vorhergehenden Spielzeit war ein Team in die 1. Bundesliga aufgestiegen, drei Teams waren aus der 2. Bundesliga in die 3. Liga abgestiegen. Aus der 1. Bundesliga war ein Team in die 2. Bundesliga abgestiegen.

## Modus
Der Modus war jeder gegen jeden mit einem Heim- und Auswärtsspiel.

## Statistiken

### Tabelle
| Pl.                                                        | Verein                           | Sp. | S  | U | N  | Tore      | Diff. | Punkte  |
| ---------------------------------------------------------- | -------------------------------- | --- | -- | - | -- | --------- | ----- | ------- |
| 1.                                                         | HSV Solingen-Gräfrath            | 30  | 22 | 4 | 4  | 0914:7750 | +139  | 048:120 |
| 2.                                                         | Frisch Auf! Göppingen            | 30  | 19 | 6 | 5  | 0898:7440 | +154  | 044:160 |
| 3.                                                         | Füchse Berlin                    | 30  | 21 | 2 | 7  | 0821:7320 | +89   | 044:160 |
| 4.                                                         | ESV 1927 Regensburg              | 30  | 17 | 5 | 8  | 0845:7960 | +49   | 039:210 |
| 5.                                                         | HC Rödertal (N)                  | 30  | 17 | 4 | 9  | 0828:7710 | +57   | 038:220 |
| 6.                                                         | HL Buchholz 08-Rosengarten (A)   | 30  | 15 | 2 | 13 | 0822:7970 | +25   | 032:280 |
| 7.                                                         | HC Leipzig                       | 30  | 13 | 5 | 12 | 0857:8420 | +15   | 031:290 |
| 8.                                                         | TuS Lintfort                     | 30  | 13 | 2 | 15 | 0906:8930 | +13   | 028:320 |
| 9.                                                         | SV Werder Bremen                 | 30  | 13 | 2 | 15 | 0825:8380 | −13   | 028:320 |
| 10.                                                        | TSV Nord Harrislee               | 30  | 13 | 1 | 16 | 0787:8320 | −45   | 027:330 |
| 11.                                                        | Kurpfalz Bären Ketsch            | 30  | 12 | 1 | 17 | 0801:8670 | −66   | 025:350 |
| 12.                                                        | 1. FSV Mainz 05                  | 30  | 10 | 3 | 17 | 0824:8410 | −17   | 023:370 |
| 13.                                                        | TG Nürtingen                     | 30  | 9  | 3 | 18 | 0804:8650 | −61   | 021:390 |
| 14.                                                        | SG TSG/DJK Mainz-Bretzenheim (N) | 30  | 10 | 0 | 20 | 0791:8710 | −80   | 020:400 |
| 15.                                                        | SG H2Ku Herrenberg*              | 30  | 7  | 3 | 20 | 0802:9020 | −100  | 017:430 |
| 16.                                                        | SG Schozach-Bottwartal (N)       | 30  | 6  | 3 | 21 | 0772:9010 | −129  | 015:450 |
| Quelle: handball-bundesliga-frauen.de, Stand: 28. Mai 2023 |                                  |     |    |   |    |           |       |         |

*Die SG H2Ku Herrenberg hat aus finanziellen Gründen keine Lizenz für die 2. Bundesliga in der Saison 2023/24 beantragt und stand somit vorzeitig als Absteiger fest.
| Legende |                                                                          |
| (A)     | Absteiger aus der Bundesliga 2021/22                                     |
| (N)     | „Neuling“, Aufsteiger aus der 3. Liga 2021/22                            |
|         | Aufsteiger in die Bundesliga 2023/24                                     |
|         | Teilnahme an den Relegationsspielen gegen den 13. der Bundesliga 2022/23 |
|         | Absteiger in die 3. Liga 2023/24                                         |

### Relegation
In der Relegation spielt das Team auf Platz 13 der 1. Bundesliga gegen das Team auf Platz 2 der 2. Bundesliga.
| Datum        |                      |                      | Ergebnis |
| ------------ | -------------------- | -------------------- | -------- |
| 31. Mai 2023 | BSV Sachsen Zwickau  | Frisch Auf Göppingen | 26:23    |
| 3. Juni 2023 | Frisch Auf Göppingen | BSV Sachsen Zwickau  | 27:30    |
| Gesamt       | BSV Sachsen Zwickau  | Frisch Auf Göppingen | 50:56    |

### Tore
| Platz | Tore | davon 7 m | Spielerin         | Verein              | Tore des Vereins in der Saison |
| ----- | ---- | --------- | ----------------- | ------------------- | ------------------------------ |
| 01.   | 235  | 57        | Lea Neubrander    | SG H2Ku Herrenberg  | 802                            |
| 02.   | 211  | 82        | Madita Jeß        | TSV Nord Harrislee  | 787                            |
| 03.   | 196  | 84        | Kerstin Foth      | TG Nürtingen        | 804                            |
| 04.   | 189  | 42        | Engelina Molenaar | Füchse Berlin       | 821                            |
| 05.   | 183  | 38        | Franziska Peter   | ESV 1927 Regensburg | 845                            |

### Paraden
| Platz | Tore | Spielerin         | Verein                       |
| ----- | ---- | ----------------- | ---------------------------- |
| 01.   | 298  | Ann Rammer        | HC Rödertal                  |
| 02.   | 286  | Stephanie Lukau   | ESV 1927 Regensburg          |
| 03.   | 276  | Anne Bocka        | Frisch Auf! Göppingen        |
| 04.   | 254  | Christine Hesel   | TG Nürtingen                 |
| 05.   | 252  | Julia Wenselowski | SG TSG/DJK Mainz-Bretzenheim |